# Календжин

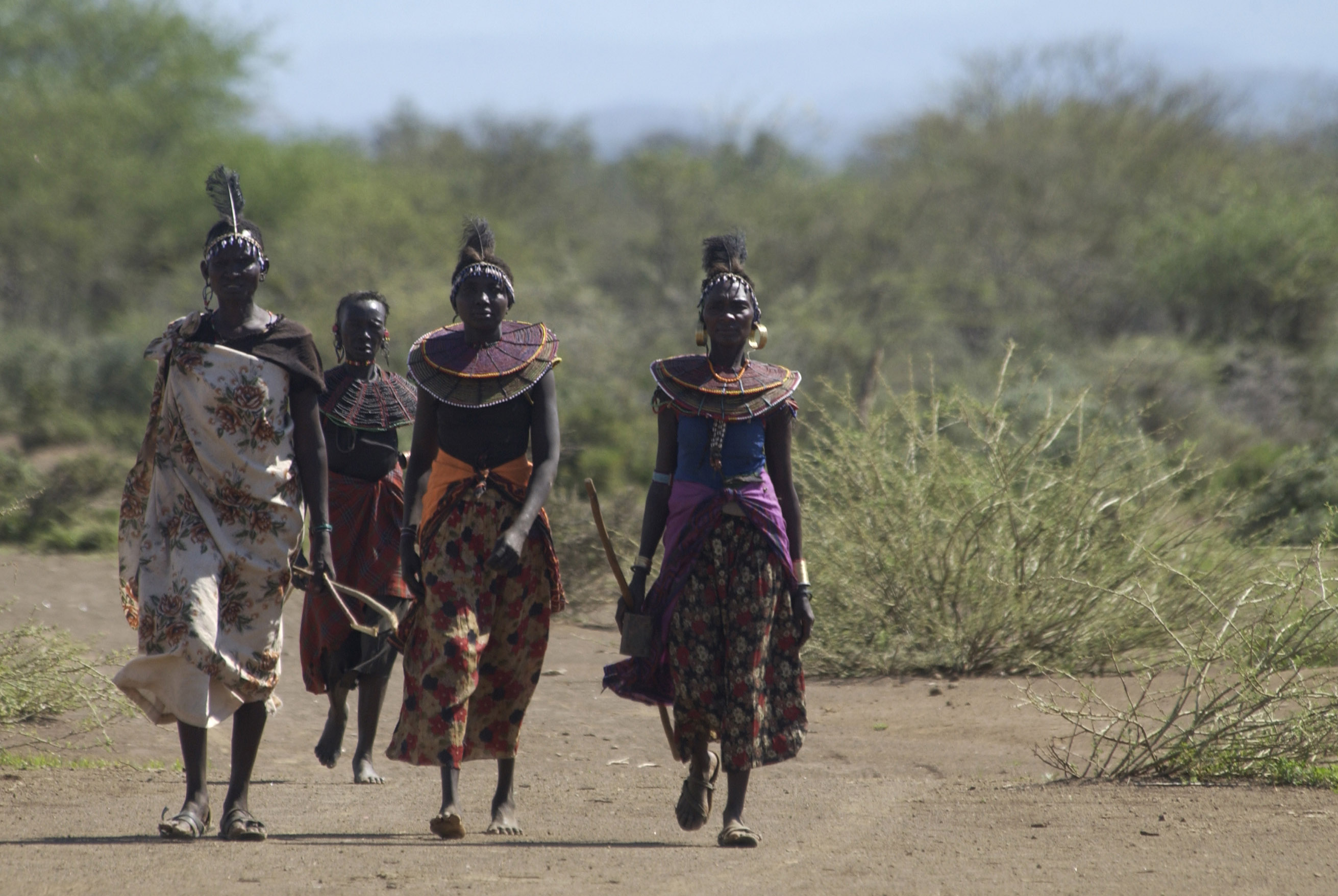
Жінки календжин

Календжин — етнічна спільнота (група нілотських народів) в Кенії. Включає кіпсигіс, мараквет, нанді, покот, сабаот, туген, ельгейо та деякі інші дрібніші етнічні підгрупи, які мають свої племінні організації. Чисельність - 3,46 млн осіб (оцінка на 1999) .

## Мова
Календжин розмовляють східносуданськими мовами шарі-нільської групи ніло-сахарської мовної сім'ї .

## Історія
Згідно з переказами, батьківщиною календжин була гора Елгон, за іншою версією - Стародавній Єгипет. Календжин населяють західні схили Центральних нагір'їв і долину Керіо. У сучасній Кенії намічається консолідація календжин .

## Основні заняття
Землеробство, в тому числі вирощування товарних культур (чай, піретрум), розведення домашньої худоби, а в регіонах з більш посушливим кліматом - напівкочове скотарство .

## Спорт
Останні три десятиліття кенійські бігуни, серед яких виділяються представники календжин, домінують на світовій арені. Досягненню таких результатів сприяє їхній спосіб життя. Календжин живуть на високогірних плато в провінції Рифт-Валлі. Чоловіки пасуть худобу, діти допомагають їм вже з п'яти років; переганяючи стада, вони щодня пробігають кілька десятків кілометрів і в результаті вже в юності чудово фізично розвинені. Також важливе значення має раціон харчування календжин. Їх основна страва - угалі - є найбагатшим джерелом енергії .

## Житло
Традиційне житло календжин - хатина на каркасі з гілок, дах з трави .

## Фольклор
Фольклор народів календжин представлений усною прозою та народною поезією, також залишками міфологічних уявлень.
Основними джерелами фольклору календжин, зокрема нанді та сук (покот) колоніального часу є 2 монографії англійських етнографів:
- Hollis C. A. The Nandi, their language and folk-lore (1909)
- Beech M. W. H. The Suk: their language and folk-lore (1911).

Узагальнюючою працею-монографією з усної народної творчості календжин постколоніального періоду є праця кенійської дослідниці С. Чесайни: Oral literature of the Kalenjin (1991).